# Maurits Enschedé
Maurits Enschedé (1856-1934), uit de bekende boekdrukkersfamilie Enschedé - zij drukten de eerste Hollandse en Javaanse bankbiljetten - vertrok in navolging van zijn broer als landsadvocaat naar Nederlands-Indië. 

## Biografie
Maurits trouwde in 1887 in Rotterdam met Eva Schalkwijk tijdens verlof naar Nederland. Ze vestigden zich in Surabaya, ze kregen een dochter in 1890, die kort na de geboorte stierf. Eva stierf een jaar later. Maurits hertrouwde niet en ging terug naar Nederland waar hij in Den Haag ging wonen. Zijn huishouden werd gerund door Francien de Bukviel. Maurits stierf op 78-jarige leeftijd vrij plotseling in 1934. 

## Verzamelingen
Maurits Enschedé liet voorwerpen na aan verschillende musea in Nederland. Hij was erelid en beschermheer (patron) van het Groninger Museum vanaf 1904 tot aan zijn dood. Hij liet het museum ruim 100 voorwerpen na, waaronder antieke meubels, porselein, aardewerk, zilver, glaswerk en schilderijen. 

## Tropenmuseum
Maurits legateerde objecten aan het Tropenmuseum uit Indonesië, China, Thailand en Tibet (inv. nrs. 99, 112, 211, 306, 736, 903). De collectie omvat meubels zoals tafels en stoelen uit Batavia, twee Batak wichelinstrumenten, verschillende beelden, wapens en textiel, waaronder twee uitzonderlijke batiks (inv. no. 903-15 en -16).